# Мальвазія нера

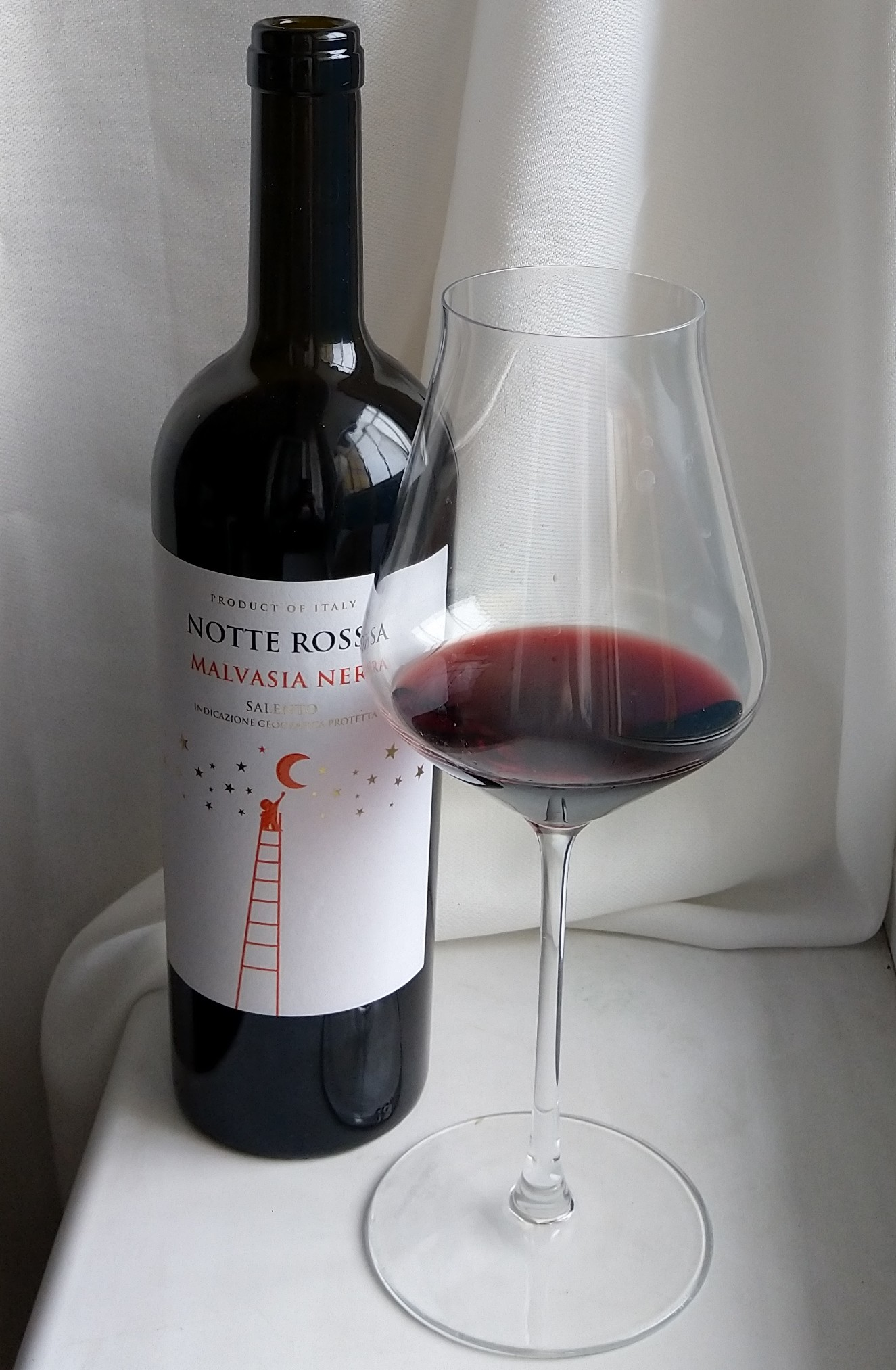
Вино з мальвазія нера

Мальвазія нера (італ. Malvasia Nera) — група італійських технічних сортів, червоні різновиди з великої родини сортів Мальвазія. Також «мальвазія нера» — це комерційна назва сортових вин, які виробляються з цих сортів. У італійському ампелографічному реєстрі налічується 3 сорти цієї групи.

## Перелік сортів
Під загальною назвою мальвазія нера мають на увазі один з наступних сортів:
- італ. Malvasia Nera di Basilicata;
- італ. Malvasia Nera di Brindisi (синоніми італ. Malvasia Nera di Lecce, Malvasia negra, Malvasia di Bitonto, Malvasia di Trani, Malvasia nera di Candia, Malvasia , Malvoisie, Malvoisier[2]);
- італ. Malvasia Nera Lunga.

## Розповсюдження
Сорти мальвазія нера вирощуються по всій території Італії, зокрема у Тоскані, П'ємонті, Апулії, Умбрії.

## Використання
Сорти використовуються зазвичай у блендах з санджовезе у Тоскані та негроамаро на півдні Італії. Іноді з мальвазії нера виробляють моносортове вино, наприклад у П'ємонті є дві виноробні зони категорії DOC, що спеціалізуються на виробництві такого вина — Мальвазія ді Казорцо та Мальвазія ді Кастельнуово Дон Боско. Виробляють сухі, ігристі, десертні вина, червоні та рожеві.